# GTR (groupe)
Pour les articles homonymes, voir GTR.
GTR est un supergroupe britannique de rock. Il est formé en 1985 par les guitaristes Steve Hackett (ex-Genesis) et Steve Howe (ex-Yes). Il disparaît deux ans plus tard après un unique album studio.
Le nom du groupe vient d'une abréviation pour guitare utilisée par les studios d'enregistrement pour dénommer les parties jouées à la guitare.

## Biographie
Après son départ d'Asia, en 1985, Steve Howe confie à son manager Brian Lane son désir de travailler avec Steve Hackett. Ce dernier vient de sortir plusieurs albums qui ne se sont pas très bien vendus et accepte l'idée de collaborer avec Howe sur un projet aux orientations plus commerciales. Le duo fait appel au batteur Jonathan Mover (ex-Marillion), au bassiste Phil Spalding (ex-Original Mirrors) et au chanteur Max Bacon (ex-Nightwing et Bronz) pour donner naissance à GTR, dont le nom provient de l'abréviation utilisée pour indiquer les pistes de guitare dans les enregistrements multibandes. Contrairement à bon nombre de groupes de l'époque, Hackett et Howe choisissent de ne pas utiliser de claviers. À la place, ils en reproduisent le son à l'aide d'un synthétiseur pour guitare Roland. GTR cherche à créer un son de groupe contemporain pleinement épanoui sans l'aide de synthétiseurs et autres claviers (à la suite du mécontentement croissant de Howe face à la prédominance des claviers dans son ancien groupe Asia). Au lieu de cela, les guitares de Hackett et Howe sont équipées de micros de synthétiseur pour guitare Roland, qui utilisent les vibrations des cordes pour créer des signaux MIDI pouvant être utilisés pour déclencher des synthétiseurs. Tous les sons de synthés des enregistrements en studio sont donc créés à l'aide de cette méthode, qui correspond également à l'accent mis sur le groupe en tant que projet de guitares mettant en vedette deux guitaristes de rock progressif.
L'unique album studio du groupe, simplement intitulé GTR, sort en mai 1986 chez Arista Records. Produit par Geoff Downes, il rencontre un grand succès aux États-Unis (no 11 des ventes et disque d'or), où le single When the Heart Rules the Mind se classe 14e du Billboard Hot 100. Les critiques sont plus partagées : celle de J. D. Considine se contente notamment de décrire l'album en trois lettres, « SHT ». GTR se produit sur scène en Amérique du Nord et en Europe tout au long de l'année 1986, le claviériste Matt Clifford étant appelé en renfort pour assurer les parties de synthétiseurs. Durant ces concerts, le groupe joue également des chansons issues des carrières solo de Hackett et Howe, ainsi que d'autres provenant du répertoire de leurs anciens groupes respectifs, Genesis et Yes. Un enregistrement de la tournée, réalisé pour l'émission de radio King Biscuit Flower Hour, paraît en 1997. Une des pièces de l'album, un instrumental intitulé Hackett to Bits est une relecture d'une pièce déjà existante de Steve Hackett, il s'agit d'une version simplifiée de la pièce-titre de son deuxième album solo Please Don't Touch. Toutefois, elle n'a aucun lien avec le titre Hackett to Pieces de son album solo Highly Strung.
Insatisfait de la situation financière et artistique du groupe, Steve Hackett quitte GTR en 1987 pour reprendre sa carrière solo. Steve Howe tente de poursuivre l'aventure en faisant appel au guitariste-bassiste et chanteur Robert Berry (ex-Hush et futur-3), ainsi qu'au batteur Nigel Glockler (ex-Saxon) pour remplacer Mover, lui aussi sur le départ. Cette formation enregistre quelques démos, parues de manière officieuse sur le disque pirate Nerotrend, mais le groupe finit par se séparer, Steve Howe reprenant lui aussi sa carrière solo.
Selon Hackett, le groupe commençait à s'effriter à la fin de la tournée, et insatisfait du style et du management de GTR, se remet en question. Hackett a même songé a Brian May de Queen, dans le but de le remplacer au sein de GTR.
Après la séparation du groupe en 1987, Steve Howe rejoint les ex-Yes Jon Anderson, Bill Bruford et Rick Wakeman et forme le supergroupe Anderson Bruford Wakeman Howe, alors que Robert Berry se joint à Keith Emerson et Carl Palmer et forme le supergroupe 3.

## Membres
- Steve Hackett : guitares électrique et acoustique, guitare synthétiseur, chœurs (1985-1986)
- Steve Howe : guitares électrique et acoustique, guitare synthétiseur, guitare pedal steel, chœurs (1985-1987)
- Max Bacon : chant (1985-1987)
- Phil Spalding : basse, chœurs (1985-1987)
- Jonathan Mover : batterie, percussions (1985-1987)

### Musiciens additionnels
- Matt Clifford : claviers en concert (1986-87)
- Niger Glockler : batterie (1987)

## Discographie

### Singles
- 1986 : When the Heart Rules the Mind (14e du Hot 100, 3e du classement Mainstream Rock)
- 1986 : The Hunter (85e du Hot 100, 14e du classement Mainstream Rock)